# Jamie Demetriou
James "Jamie" Demetriou é um humorista, ator e escritor inglês  de origem grega e cipriota. sua irmã é a atriz Natasia Demetriou.